# Ichneumon fenestralis
Ichneumon fenestralis är en stekelart som beskrevs av Rossi 1794. Ichneumon fenestralis ingår i släktet Ichneumon och familjen brokparasitsteklar. Inga underarter finns listade i Catalogue of Life.